# Antonio Garbi
Antonio José Garbi González es un estudiante venezolano que cursaba el octavo semestre de publicidad y mercadeo en la Universidad José Antonio Páez. También trabajó como comerciante de productos cárnicos y fue voluntario en la fundación Llevamos Alegrías. Garbi fue detenido en 2015. Fue el preso político detenido por más tiempo en el estado Carabobo, teniendo más de cinco años sin que se le realizara su juicio.Antonio Garbi fue liberado en 2023, después de siete años y ocho meses de detención.

## Familia
Antonio Garbi es hijo de Antonio José Garbi Fernández y Carmen González de Garbí. Su padre fue un ganadero que fue secuestrado en Barinas en marzo del 2007 por las Águilas Negras, un grupo disidente del extinto grupo guerrillero de las Fuerzas Armadas Revolucionarias de Colombia (FARC). Tras dos meses de negociación y el pago de una parte del rescate, los secuestradores no volvieron a llamar a la familia y su padre no ha aparecido.

## Detención
Garbi fue detenido el 4 de junio de 2015, imputado con homicidio intencional calificado, homicidio intencional en grado de frustración, instigación pública y asociación para delinquir, y acusado junto a Juan Poletti por el asesinato del capitán de la Guardia Nacional, Ramzor Bracho Bracho, el 12 de marzo de 2014 durante una manifestación en El Trigal durante las protestas en Venezuela de 2014. Según familiares de Antonio, ninguno de los implicados estuvo ese día en el lugar del hecho.
El 6 de diciembre de 2016 su madre, Carmen Garbi, se encadenó frente a la iglesia Don Bosco en el estado Carabobo para exigir la libertad de su hijo y de otros prisioneros políticos en el país. A este acto se sumaron integrantes de movimientos estudiantiles en distintas ciudades del paí, al igual que al diputado el recién liberado con medida cautelar Rosmit Mantilla.
El 6 de septiembre de 2017, estando más de dos años detenido, la audiencia de Juan Poletti y de Antonio, también estudiante, fue diferida por décima vez. Según su abogado defensor, el motivo para diferer la audiencia "fue la ausencia de vehículo para el traslado al estado Aragua", donde la sala penal del Tribunal Supremo de Justicia radicó la causa "inconstitucionalmente". Su abogado denunció las condiciones "inhumanas" en la que estaban siendo recluido los estudiantes, sosteniendo que las garantías constitucionales como el debido proceso y el derecho a la defensa.
En la mañana del 14 de febrero en 2018 cuatro presos políticos, incluyendo a Antonio Garbi, y veinte custodios fueron tomados como rehenes, amarrados a una cerca perimetral y amenazadas de muerte por presos comunes en el Complejo Penitenciario Carabobo, en el Centro penal de Tocuyito, para presionar al gobierno nacional para ser trasladado a otros centro penitenciarios. Los rehenes fueron liberados al día siguiente en horas de la tarde cuando al menos cien reclusos fueron trasladados al Centro Penitenciario de Aragua, conocido como penal de Tocorón. La diputada Adriana Pichardo denunció que, después del cese del motín, las pertenencias de los cuatro presos políticos fueron robadas luego de que los funcionarios realizaran una requisa.
Durante su detención, Antonio sufrió sarna y presentó cuadros de bronco espasmos. La poca agua que llegaba a la cárcel estuvo sucia, generado infecciones y complicaciones de salud frecuentemente. Su madre acudió al Ministerio Público, a la Defensoría del Pueblo, a la Asamblea Nacional y a las sedes de instancias internacionales como la Organización de Estados Americanos y la Unión Europea para denunciar el caso de su hijo. El 16 de febrero de 2023, Garbi recibió un beneficio procesal que le correspondía y se le concedió libertad plena, después de siete años y ocho meses detenido.